# Eufrósine da Bulgária
Eufrósine da Bulgária foi uma princesa búlgara e imperatriz-consorte (tsarina), primeira esposa de Teodoro Esvetoslau.

## História
Não se sabe a data de seu nascimento. Ela era filha e herdeira de Manux (Mankus), o filho de um rico comerciante bizantino da Crimeia chamado Pandoleon. Ele, por sua vez, era um grande amigo de Nogai, o comandante da Horda Dourada. Jorge Paquimeres relata que o nome de batismo de Eufrósine era "Encona" ou "Enconen" e que ela posteriormente adotou o nome de sua madrinha Eufrósine Paleóloga, a filha ilegítima do imperador bizantino Miguel VIII Paleólogo que era esposa de Nogai.
Eufrósine casou-se com Teodoro Esvetoslau quando ele morava na corte da Horda Dourada, para onde ele havia sido enviado pelo pai, o tsar Jorge Terter I, como refém. É provável que o casamento da irmã de Teodoro, Helena, com Tzacas, o filho de Nogai, esteja relacionado ao mesmo acordo. Durante parte do seu exílio, ele empobreceu e tentou melhorar sua sorte casando-se com a rica Eufrósine. O casamento foi arrumado por Eufrósine Paleóloga, que buscava também conseguir o apoio da corte mongol para Teodoro contra a prima dela, Emiltzena Paleóloga, que reinava em Tarnovo como regente do pequeno João II, herdeiro do finado czar Emiltzos.
O marido de Eufrósine deixou a obscuridade em 1298 ou 1299 quando, acompanhado de seu cunhado, Tzacas, liderou uma invasão da Bulgária. A regência de João II fugiu da capital no mesmo ano e o ouro da esposa de Teodoro convenceu os boiardos a abrirem os portões da cidade e aceitarem Tzacas como monarca. Porém, os exércitos de um novo cã da Horda, Tocta, inimigo de Nogai, invadiram a Bulgária para perseguir Tzacas e Teodoro rapidamente organizou um complô, depondo o cunhado e mandando estrangulá-lo na prisão em 1300. Teodoro Esvetoslau tornou-se o novo imperador da Bulgária e enviou a cabeça cortada de Tzacas como um presente a Tocta, que, satisfeito, se retirou da Bulgária.
Depois da ascensão do marido, Eufrósine foi proclamada tsarina. De acordo com o historiador búlgaro Plamen Pavlov, Eufrósine foi a primeira monarca coroada da Europa originária do terceiro estado.
Não se sabe exatamente quando ela morreu, mas é certo que Teodoro casou-se novamente em 1308 com a princesa bizantina Teodora Paleóloga.

## Família
Eufrósine e Teodoro tiveram pelo menos um filho, o futuro tsar Jorge Terter II da Bulgária.